# جيرالد دارمانان
جيرالد موسى دارمانان (بالفرنسية: Gérald Darmanin)، من مواليد 11 أكتوبر 1982 في فالنسيان، هو محام وسياسي فرنسي، كان يشغل منصب وزير العمل والحسابات العامة منذ مايو 2017.
عضو في التجمع من أجل الجمهورية، والاتحاد من أجل الحركة الشعبية ثم حزب الجمهوريين، تم انتخابه نائباً في عام 2012 وعمدة توركوين في عام 2014. بعد أن أصبح نائبًا لرئيس المجلس الإقليمي لأوت دو فرانس في عام 2016، بسبب مراكمته للولايات اضطر لتقديم استقالته من الجمعية الوطنية الفرنسية ( مجلس النواب).
في عام 2017، تم تعيينه وزيراً للعمل والحسابات العامة (الميزانية) في حكومة إدوار فيليب. بعد بضعة أشهر من استبعاده من حزب الجمهوريون الفرنسي انضم جيرالد دارمانان إلى حزب الجمهورية إلى الأمام!. تخلى عن ولايته كرئيس لبلدية توركوين لصالح منصب النائب الأول بعد تعيينه وزيراً، ثم عاد لفترة وجيزة إلى منصب رئيس البلدية في عام 2020 قبل أن يصبح وزيراً للداخلية في حكومة جان كاستيكس.

## حياته
ولد دارمان في عائلة من الطبقة العاملة من أصول جزائرية ومالطية. كان والده، جيرار دارمانين ، يدير مطعمًا صغيرًا وعملت والدته آني واكيد عاملة نظافة.
ولد جده لأمه موسى واكيد عام 1907 في دوار أولاد غالية (وارسينيس) بالجزائر ، وكان برتبة ضابط أول في الجيش الفرنسي ومُزين بجنرال ميديل. خدم في tirailleurs الجزائريين وكان أيضًا مقاومًا في القوات الفرنسية الداخلية (FFI) خلال الحرب العالمية الثانية.[بحاجة لمصدر]

## توجهه السياسي
بالطبع، التوجه السياسي "جيرالد دامانان" هو مؤلف ومحاضر أمريكي شهير في مجال العلوم السياسية والعلاقات الدولية. يعتبر دامانان من الناقدين البارزين للسياسة الخارجية الأمريكية والسياسة الاقتصادية الداخلية، ويشتهر برؤيته النقدية الحادة تجاه السلطة والسياسات الحكومية. كتب العديد من الكتب والمقالات التي تناولت قضايا مثل الدبلوماسية العامة، العولمة، التنمية الاقتصادية، والديمقراطية.

## بعد الانتخابات الرئاسية الفرنسية 2017
في 17 مايو 2017، وبعد الانتخابات الرئاسية الفرنسية عُين وزير الميزانية في حكومة إدوار فيليب، في عهد الرئيس إيمانويل ماكرون.
في 6 أكتوبر 2020، طرح جيرالد دارمانان يصفته وزبرا للداخلية عنوان "مشروع قانون يهدف إلى تعزيز العلمانية وترسيخ مبادئ الجمهورية" تحت عنوان مشروع قانون مكافحة الانفصالية. فيما كشف الرئيس الفرنسي إيمانويل ماكرون خلال كلمة ألقاها في بلدية ليه مورو التابعة لإقليم إيفلين بمناسبة الذكرى 150 لإعلان الجمهورية الخطوط الرئيسية لهذا المشروع الهادف لحماية الجمهولية من النزعة الانفصالية.